# Лиско Роман Володимирович
Рома́н Лиско́ (14 серпня 1914, Городок — 14 жовтня 1949, Львів) — блаженний священномученик Української греко-католицької церкви (УГКЦ), священник УГКЦ.

## Біографія
Роман Лиско народився 14 серпня 1914 р. у м. Городку Львівської області. Син відомого душпастиря, просвітника, декана Золочівського о. Володимира Лиска, внук отця-шамбеляна Михайла Цегельського.
Навчався у Львівській богословській академії. У 1938 р. закінчивши теологію, одружився з Неонілею Гуньовською, дочкою о. Матвія. Після приходу в 1939 році радянської влади за порадою Митрополита Андрея деякий час учителював у селах Побіч, Колтів Олеського району. Разом із дружиною охоче навчав молодь.
28 серпня 1941 року був висвячений на священника, призначений парохом с. Колтів Оліївського деканату. 1944 р. став парохом с. Белзець (зараз с. Гончарівка) Золочівського району, де пробув до 1948 року. Відмовився підписати перехід на православ'я, зазнавав утисків, переслідувань з боку радянської влади; йому заборонили відправляти в церкві.
Переїхав з родиною до м. Городка; став нелегальним сотрудником (священиком-помічником) о. Малецького, який підписав православ'я, але дотримувався католицького обряду. Отець Роман Лиско підпільно йшов зі Святими Тайнами до тих що потребували, з дозволу о. Малецького відправляв в церквах сіл Дроздовичі, Братковичі за греко-католицьким обрядом. Часто їздив до о. Миколи Хмільовського у с. Мшану.
9 вересня 1949 р. був заарештований НКВД, поміщений у тюрму на Лонцького у Львові. Поширювались чутки, що молодий отець Роман збожеволів від тортур, співав у тюрмі на повен голос псалми. Переказували, що його живцем замурували в стіні. Помер 14 жовтня 1949 року.

## Вшанування пам'яті
21 жовтня 2012 р. на колишньому парафіяльному будинку, де народився о. Роман, заходами Козацького Стрілецького братства було встановлено пам'ятну таблицю.

## Беатифікація
Обряд беатифікації відбувся 27 червня 2001 р. у м. Львові під час Святої Літургії у візантійському обряді за участі Івана Павла ІІ.